# کارل، دوک تشن
آرشیدوک شارل اتریش، دوک تشن (کارل لودویگ یوهان جوزف لورنز اتریش; ۵ سپتامبر ۱۷۷۱ – ۳۰ آوریل ۱۸۴۷) یک فیلدمارشال اتریشی و پسر سوم امپراتور لئوپولد دوم و همسرش ماریا لوئیزا اسپانیا بود. او همچنین برادر جوانتر فرانتس دوم، امپراتور مقدس روم نیز بود. با وجود ابتلای او به صرع، فرمانده نظامی برجسته او طی جنگ‌های ناپلئونی، احترام فوق‌العاده‌ای برایش به ارمغان آورد. او به راستی یکی از نیرومندترین رقبای ناپلئون بناپارت محسوب می‌شد.
او نظامیگری خود را پس از جنگ با ارتش انقلابی فرانسه آغاز کرد. در اوایل جنگ ائتلاف اول، توانست در سال ۱۷۹۳ به پیروزی درخشانی در نیرویندن نایل آید. او در سال ۱۷۹۶ میلادی به عنوان فرمانده کل قوای اتریش در ناحیه راین، فرماندهان فرانسوی را در نبردهای آمبرگ و وورزبورگ شکست داد. سپس، با وادار کردن ژنرال مورو فرانسوی به عقب‌نشینی از راین، تسلط اتریش را بر کلیه شمال ایتالیا تا ۱۷۹۹ میلادی برقرار نمود. در سال ۱۸۰۹ میلادی طی جنگ ائتلاف پنجم، ارتش تحت فرمان او توانست در نبرد آسپرن-اسلینگ بر قوای ناپلئون غلبه کند؛ اگرچه، به دنبال آن متحمل شکستی سخت در نبرد خونین واگرام گردید. پس از نبرد واگرام، آرشیدوک شارل به تحرک و عملیات نظامی خاصی در جنگهای ناپلئونی اقدام نکرد.
بسیاری از مورخان، توانایی نظامی آرشیدوک شارل را با دوک ولینگتون، سردار معروف بریتانیایی، مقایسه می‌کنند. او مرد مغایرت‌ها بود؛ از طرفی، با ریسک متعدد در نبردها به پیروزی‌های ارزشمندی دست می‌یافت و از سوی دیگر، شکست‌های بزرگی نیز متحمل می‌شد.